# Odessa Airlines
Odessa Airlines — колишня українська авіакомпанія зі штаб-квартирою в Одесі, що існувала у 1996—2006 роках. Базовий аеропорт — «Одеса».

## Історія
Авіакомпанія заснована і розпочала діяльність у 1996 році на базі одеської філії «Аерофлоту». Припинила діяльність у 2006 році.

## Флот
- 3 Як-40.[1]